# Кніттельфельд
Кніттельфельд (нім. Knittelfeld) — місто в Австрії, в федеральній землі Штирія, у окрузі Мурталь.